# Narodowy Związek Powstańców i Byłych Żołnierzy

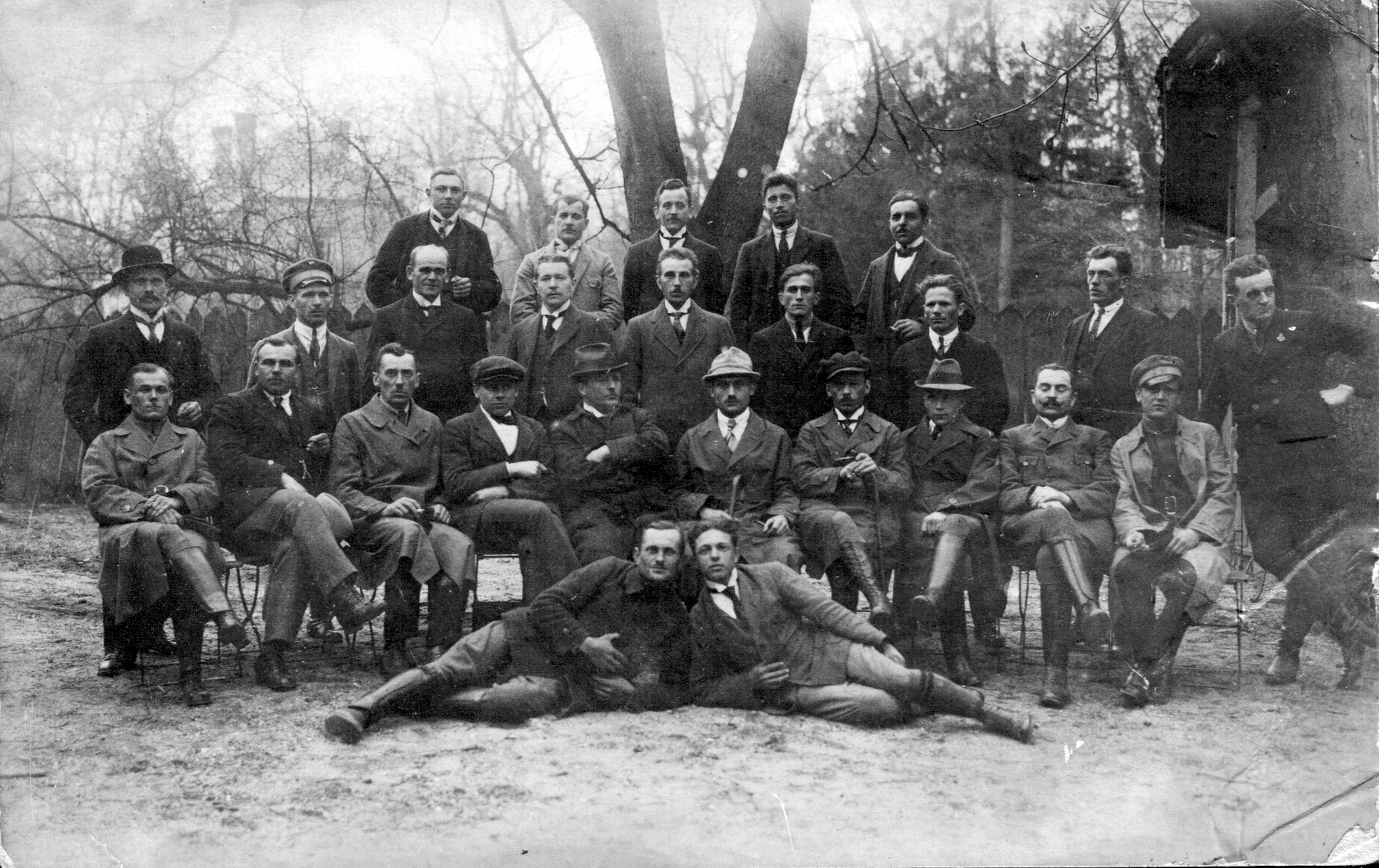
Strzelnica w Pszczynie, druga połowa lat 20. XX w., członkowie Narodowego Związku Powstańców i Byłych Żołnierzy. W środku Stanisław Krzyżowski (w jasnym kapeluszu)

Narodowy Związek Powstańców i Byłych Żołnierzy – powstała 21 maja 1926 organizacja związana z Chrześcijańską Demokracją i Wojciechem Korfantym, która wyodrębniła się z popierającego Józefa Piłsudskiego Związku Powstańców Śląskich i która kontynuowała działalność Związku b. Powstańców i Żołnierzy ze Stanisławem Krzyżowskim i Janem Kędziorem na czele (patrz też: „Gazeta Śląska”). W styczniu 1932 w wyniku połączenia ze Związkiem Obrońców Śląska (związanym z NPR) przekształciła się ona w Związek Powstańców i b. Żołnierzy, który później zmienił nazwę na Związek Narodowych Powstańców i b. Żołnierzy.   
Organizacja ta miała swoją odznakę. Była nią ustanowiona w 1927 „Odznaka Narodowego Związku Powstańców i Byłych Żołnierzy”. Oznakę odznaki stanowił krzyż czteroramienny. Na krzyżu nałożony był srebrny orzeł śląski z tarczą herbową, na której znajdowało się srebrne popiersie króla Bolesława Chrobrego z mieczem w dłoni.
Główni działacze: Wojciech Korfanty (współzałożyciel), Władysław Tempka (współzałożyciel), Stanisław Krzyżowski, Bolesław Palędzki, Jan Kędzior, Aleksander Skowroński.